# 喬治·維達
喬治·維達（1908年11月18日—1981年10月7日）出生於奧匈帝國的布達佩斯，是一位已故的東方學家。

## 生平
他從布達佩斯的拉比學院開始學習猶太教義，接著前往厄特沃什·羅蘭大學學習，接著又在索邦神學院學習希臘語和拉丁語，接著又在法國國立東方語言文化學院學習土耳其語和波斯語，完成學業之後在高等研究應用學院教授穆斯林文化。
1936年起在法國猶太神學院教授神學和聖經，同時間也接受法國國家圖書館的檔案管理員訓練，第二次世界大戰期間他躲藏在克萊蒙費朗，同時間還有雅各布·戈爾丁跟著他躲藏。
最後在1970年起，在巴黎第三大學任教，於1979年退休，1981年辭世，享年72歲。